# Sovicille
Sovicille è un comune italiano di 9 873 abitanti della provincia di Siena in Toscana.
Il santo patrono è san Lorenzo, raffigurato anche nello stemma del comune con una graticola.

## Geografia fisica

### Territorio
Il comune fa parte della Montagnola senese.
In una sua frazione, nasce il fiume Elsa.
- Classificazione sismica: zona 2 (sismicità medio-alta), Ordinanza PCM 3274 del 20/03/2003

### Clima
- Classificazione climatica: zona D, 1797 GR/G
- Diffusività atmosferica: media, Ibimet CNR 2002

## Origini del nome
Il toponimo è attestato per la prima volta nel 1123 come Sufficille; si dice che derivi dal latino sub ("sotto") e ficinulae (diminutivo di ficus). Un'altra interpretazione vorrebbe che Sovicille fosse una contrazione latina di Suavis locus ille ovvero "Quel luogo soave".

## Storia
In cima alle colline che sovrastano i paesi di Torri e di Stigliano si trovano i cosiddetti castellieri, probabili siti neolitici, di Montauto e di Sienavecchia. Il nome di Siena vecchia, secondo i vecchi cronachisti senesi, come Girolamo Gigli, risalirebbe all'antica compagine multicentrica della Saenae etrusca. Romolo mandò il suo capitano Camellio a vincere Senio, supposto figlio di Remo e fondatore di un abitato delle Saenae; Camellio fondò il nucleo di Cammollia.
Il vicino villaggio di Brenna, secondo un'altra tradizione, deve il nome al noto Brenno capo dei Galli Senoni, che raggiunsero la regione dopo essere stati cacciati da Roma all'inizio del IV secolo a.C., e in questo caso i castellieri sarebbero quindi fortezze d'altura d'epoca ellenistica.
Il nome di Sovicille è documentato dall'anno 1004, ma le origini dell'abitato sono con tutta probabilità molto più antiche (nella pieve di san Giovanni Battista fu scoperto nel 2002 un mosaico di epoca romana, e una ricognizione archeologica di superficie ha individuato tracce etrusche, e longobarde).
Nell'alto medioevo venne a trovarsi nella zona di confine tra la diocesi di Siena e la diocesi di Volterra: da quest'ultima dipendeva anche l'abbazia di Serena, che si trovava circa 30 km più ad ovest (fra Chiusdino e Ciciano) e dei cui latifondi Sovicille fece parte intorno all'anno 1000. Le due pievi di San Giovanni Battista al ponte allo Spino e di San Giusto a Balli, che si fronteggiano a poca distanza tra loro, confermano l'attrito tra le due zone d'influenza dei vescovi-conti di Siena e Volterra. La storia medievale di Sovicille è pesantemente condizionata dal bisogno di espandersi del comune di Siena, che fin dalle ere più remote si è trovato compresso in un'area ridottissima, pur avendo uno straordinario dinamismo commerciale ed imprenditoriale. Questa funzione è stata demandata all'abbazia di Santa Mustiola a Torri, che ha decurtato il territorio volterrano. Non si è trattato solo di un'impresa di mera conquista, ma del rivoluzionario potere d'attrazione della civiltà comunale, capace di ridisegnare un paesaggio, naturale e umano, a spese degli assetti feudali precedenti. Cosicché Siena, dopo aver inglobato l'area della Montagnola, dopo aver bonificato i piani paludosi che la separavano da Sovicille, ha allungato le mani anche sulla Contea Ardenghesca, cioè sulle Colline Metallifere, le sue risorse minerarie, e sull'energia idraulica dei suoi fiumi, capaci di potenziare l'industria tessile, e quella del ferro. Rimane di quei tempi uno sbarramento sulla Merse, detto steccaia, e una gora su cui sopravvive un sistema di tre grandi molini da grano monumentali, il Molino del Pero, di Serravalle e del Palazzo. Il comune di Siena ha inoltre intrapreso sin dal 1240 la bonifica del Padule d'Orgia, posseduto insieme all'abbazia di Torri, che si estendeva fino al paese di Rosia, costituendo una società consortile che si è data propri statuti. Di quest'opera di precoce penetrazione nei territori limitrofi, oltreché l'abitato stesso di Sovicille, rimangono gli insediamenti minerari, una volta veri e propri paesi, ed adesso castelli disabitati, di Montarrenti e Castiglion che Dio sol sa.
In età medioevale l'area più aspra della Montagnola era dedicata alla produzione di Zafferano, l'unica droga di origine occidentale, e che permetteva, portando il raccolto annuo di una famiglia in Francia, di divenire Mercanti. Erano comunque molto diffuse attività nel campo delle pelli, delle stoffe e, su tutto, l'attività siderurgica. Un discorso a parte riguarda l'argento, una materia prima ricercata per i commerci col vicino oriente, e di cui le Colline Metallifere hanno costituito nel primo medioevo europeo la maggior fonte estrattiva. Per la facoltà di inserirsi nel settore elitario della monetazione, e di conseguenza nella finanza internazionale di più alto livello, le grandi compagnie mercantili-bancarie senesi hanno da subito ricercato di associarsi ove si estraesse questa risorsa. Questo continuo coinvolgimento territoriale, tipico dell'attività mercantile medievale, come al centro della civiltà comunale, faceva sì che stringessero senza sosta relazioni economiche coi mercanti del luogo, intessendo una rete di legamii anche politici. La Repubblica di Siena, organizzata democraticamente, permise infatti a Sovicille, come agli altri comuni del suo contado, di darsi uno statuto (1238, modificato nel 1293, rifatto nel 1303 e in quest'ultima versione tramandato e conservato) cioè proprie leggi. I Medici, che nel 1557 acquistarono dall'imperatore Carlo quinto il territorio della Repubblica di Siena per due milioni di ducati, abolirono ogni istituzione democratica e reintrodussero il feudalesimo: anche Sovicille divenne un feudo e il feudatario insediato dai Medici prese per sé e trasformò in villa le imponenti fortificazioni che difendevano l'unico accesso all'abitato. In età moderna il contado senese, di cui Sovicille faceva parte, vide la costituzione, da parte delle famiglie aristocratiche senesi, di estese proprietà fondiarie, al cui centro furono edificati altissimi esempi architettonici della tipologia della Villa-fattoria, testimonianze dell'età tardo rinascimentale e barocca, come a Celsa, Cetinale, Toiano, Cavaglioni.
Alla morte dell'ultimo discendente mediceo salirono al potere i duchi di Lorena, i quali mantennero il potere fino al primo Ottocento, quando il territorio, invaso da Napoleone Bonaparte, rimase sotto il controllo francese sino al 1814 quando, con il trattato di Vienna, Sovicille venne annessa al Granducato di Toscana.
Nel 1859 la Toscana, durante la terza guerra d'indipendenza, proclamò un governo provvisorio e infine, nel 1860, con un plebiscito si unì al Regno d'Italia del re Vittorio Emanuele II di Savoia.

### Simboli
Lo stemma del comune raffigura in campo azzurro la figura di san Lorenzo martire, tenente con la mano sinistra lo strumento del martirio. Il gonfalone è un drappo di azzurro.

## Monumenti e luoghi d'interesse

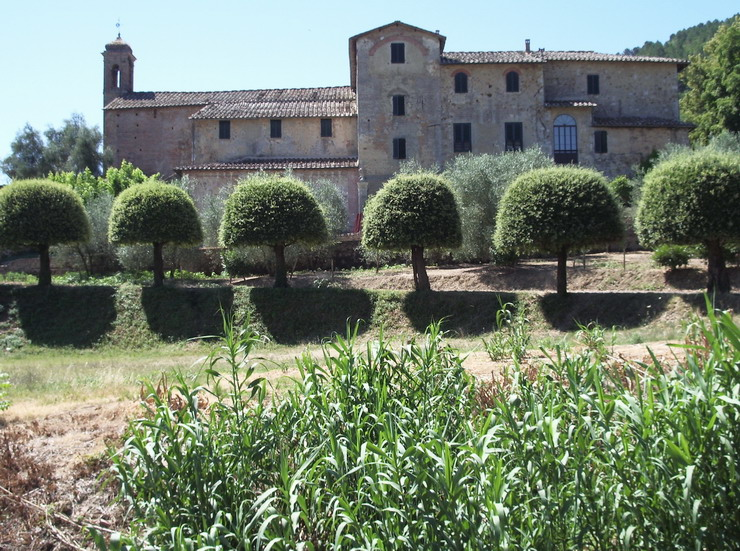
La pieve di Santa Mustiola a Torri

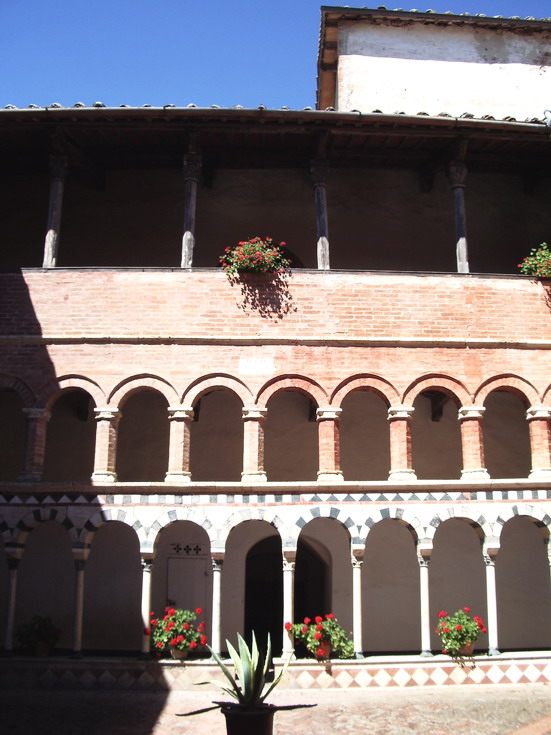
Pieve di Santa Mustiola a Torri, il chiostro

### Architetture religiose

#### Chiese parrocchiali
- Pieve di San Lorenzo
- Chiesa di San Michele Arcangelo a Brenna
- Chiesa di San Pietro a Barontoli
- Chiesa di San Bartolomeo a Orgia
- Pieve di San Giovanni Battista a Rosia
- Pieve di San Bartolomeo a San Rocco a Pilli
- Chiesa di San Bartolomeo a Tonni
- Pieve di Santa Mustiola a Torri

#### Chiese minori
- Chiesa della Madonna delle Grazie
- Chiesa di Sant'Andrea ad Ampugnano
- Chiesa di San Bartolomeo ad Ancaiano
- Chiesa di San Giovanni Battista a Tegoia
- Chiesa di San Magno a Simignano
- Chiesa di San Salvatore a San Salvatore a Pilli
- Chiesa di Santa Lucia, presso la Villa di Viteccio
- Chiesa di Santa Maria a Radi, presso Radi di Montagna
- Chiesa di Santo Stefano a Cerreto Selva
- Chiesa della Compagnia della Madonna a Ponte allo Spino
- Chiesa dei Santi Fabiano e Sebastiano a Stigliano
- Chiesa dei Santi Filippo e Giacomo alle Segalaie
- Pieve dei Santi Giusto e Clemente a San Giusto a Balli
- Pieve di San Giovanni Battista a Molli
- Pieve di San Giovanni Battista a Pernina
- Pieve di San Giovanni Battista a Ponte allo Spino
- Pieve di San Giovanni Battista a Recenza

#### Cappelle
- Cappella della Fattoria di Malignano
- Cappella del Poggiarello di Toiano

#### Eremi e romitori
- Eremo di Santa Lucia a Rosia
- Romitorio di Cetinale

### Architetture civili

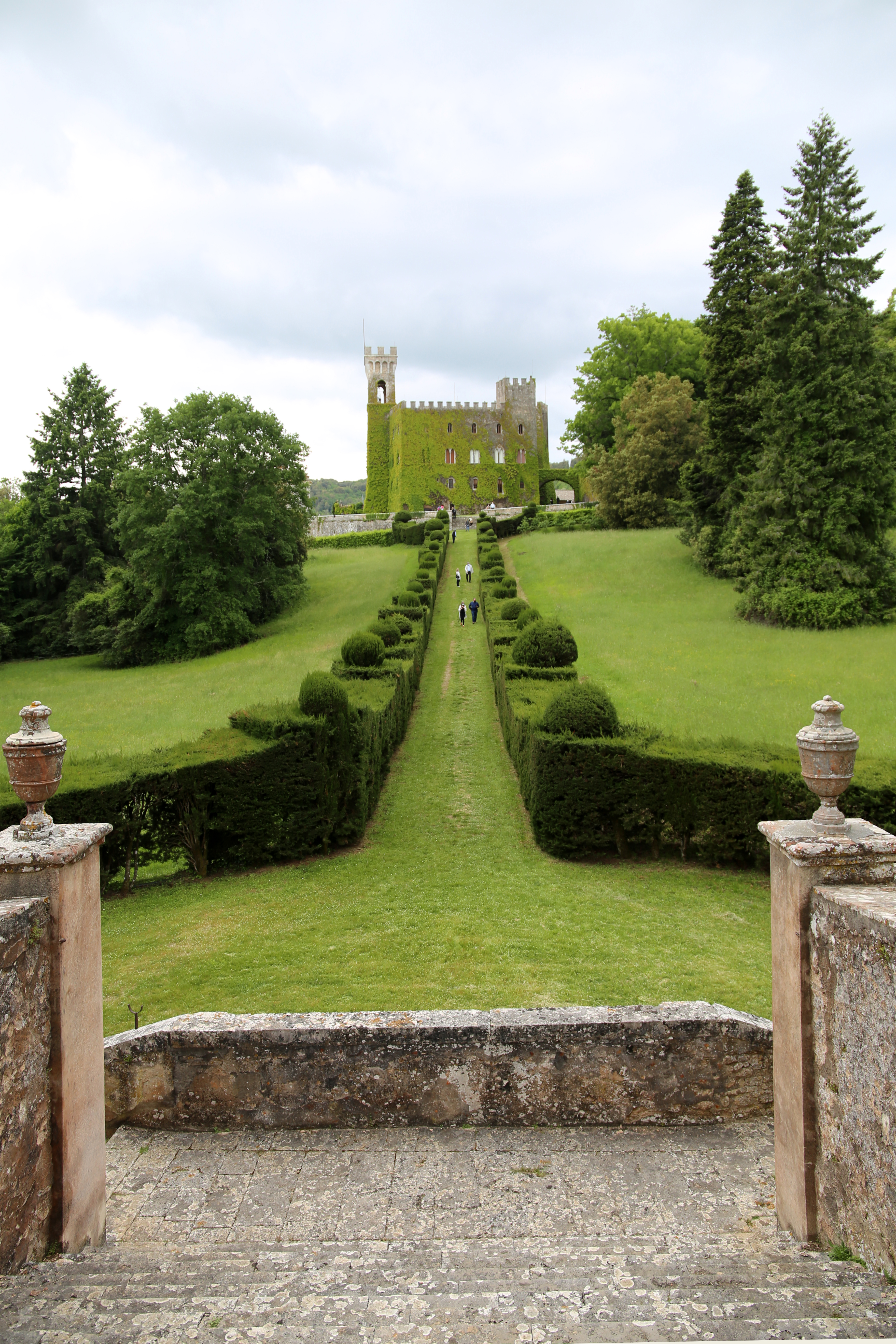
Villa Celsa

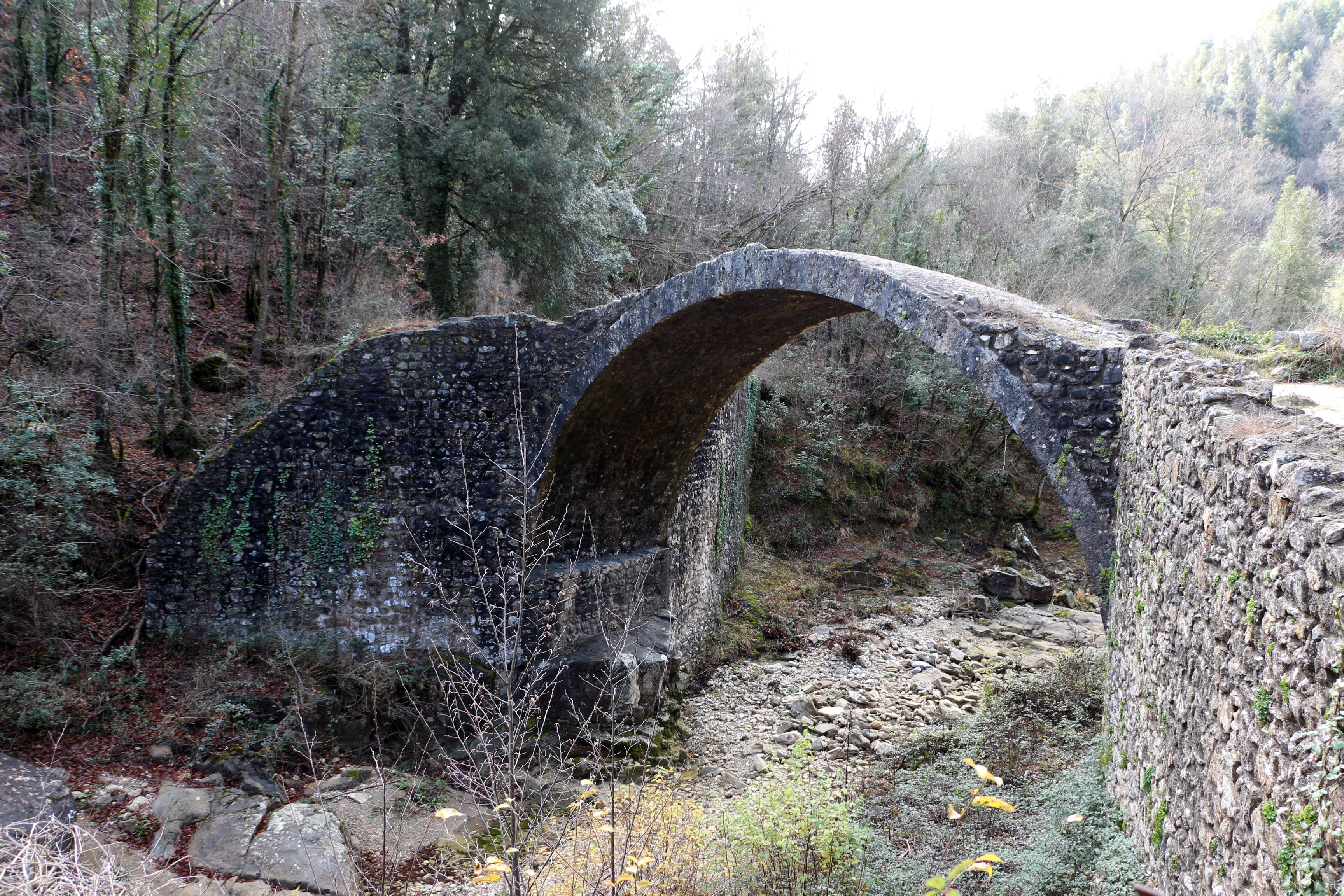
Sovicille, il ponte della Pia

#### Palazzi
- Palazzo Lechner

#### Ville
- Villa Cavaglioni
- Villa Celsa
- Villa Cetinale
- Villa De' Vecchi-Chigi a Toiano
- Villa di Linari
- Villa di Viteccio

#### Altri edifici civili
- Molino del Pero
- Molino del Palazzo
- Molino Serravalle
- Ponte della Pia

### Architetture militari

#### Cinta muraria
Le mura di Sovicille presentavano un'unica porta di accesso, munita di imponenti fortificazioni: alla porta, il cui arco a tutto sesto, perfettamente conservato, è ancora visibile, sebbene privatizzato, conduceva la strada proveniente da Siena, con andamento parallelo all'odierna Via del Mortaio, ma originariamente alcuni metri più a nord e più in alto. La strada non raggiungeva frontalmente le mura, bensì le costeggiava per circa 100 metri in senso orario, in modo che eventuali assalitori esponessero il proprio lato destro (lo scudo si impugnava naturalmente con la sinistra, la spada con la destra) ai proiettili lanciati dalle mura. Quest'apertura, non in perpendicolare con le mura, segue un modello piuttosto raro nella Toscana Meridionale (ad esempio a Giglio Castello). La porta era sormontata da fortificazioni in pietra, di altezza e mole ingente, ancora visibili sebbene inglobate nella più tarda architettura della villa neo-feudale. Un centinaio di metri ad est della porta originaria, dunque più o meno nel punto in cui la strada si accostava alle mura, sono ancora riconoscibili i resti di un torrione o bastione cilindrico in pietra, di fattura quattrocentesca, risalente certamente all'ultimo intervento di manutenzione delle mura da parte della Repubblica di Siena (1479). Le mura di Sovicille, gravemente cannoneggiate nel 1554 dalle truppe imperiali e medicee, dopo la caduta della Repubblica non vennero ripristinate; nel corso del tempo vi vennero addossate case ed aperte finestre. Quella che in gergo militare si chiamava la carbonaia, cioè il fossato oltre le mura, è stata in gran parte interrato, e in alcuni tratti è diventata una cantina e conserva qualche graffito medievale.

#### Castelli
- Castiglion Balzetti
- Castello di Capraia
- Castello di Celsa
- Castello di Montarrenti
- Castello del Poggiarello di Stigliano
- Castello di Radi di Montagna
- Poggiarello di Toiano
- Palazzo al Piano

### Altro
Nella piazzetta centrale del paese, davanti al palazzo comunale, si trova il monumento alla vittoria del 1915-1918. Il monumento in pietra, dedicato alle vittime della prima guerra mondiale, fu eretto sotto il Fascismo e raffigura un milite con le insegne romane (asta con foglie di alloro e un'aquila) inerpicato sulla roccia. Ha un'ampiezza di 5 m per 5 m ed è alto 5 m.

### Siti archeologici
- Area archeologica di Malignano

## Società

### Evoluzione demografica
Abitanti censiti

### Etnie e minoranze straniere
Secondo i dati ISTAT al 31 dicembre 2010 la popolazione straniera residente era di 1 145 persone. Le nazionalità maggiormente rappresentate in base alla loro percentuale sul totale della popolazione residente erano:
- Albania 286 2,88%
- Romania 192 1,93%
- Serbia 104 1,05%

### Lingue e dialetti
Sebbene vicinissimo a Siena (12 km dalla Porta San Marco) e da sempre legato al destino di quella città, Sovicille presenta da almeno due punti di vista caratteri culturali peculiari, anomali in àmbito senese. Dal punto di vista della lingua, infatti, la parlata sovicillina, ormai in via d'estinzione, rappresentava una piccola isola linguistica riguardo alla palatizzazione della consonante L (ad esempio: àitto invece di alto), tipica dell'area linguistica fiorentina ma assente in quella senese eccetto a Sovicille e sul versante orientale del Monte Amiata.

## Cultura

### Istruzione

#### Musei
In località Bergolozzi a Orgia (Sovicille), si trova il Museo del bosco, un museo etnografico che racconta i lavori del bosco.

## Geografia antropica

### Frazioni
Il comune di Sovicille, fatta eccezione per il capoluogo, conta otto frazioni.
- Ancaiano (357 m s.l.m., 127 abitanti)
- Brenna (194 m s.l.m., 187 ab.)
- Orgia (250 m s.l.m., 66 ab.)
- Rosia (205 m s.l.m., 2 573 ab.)
- San Rocco a Pilli (258 m s.l.m., 2 579 ab.)[15]
- Tegoia (490 m s.l.m., 58 ab.)
- Torri (253 m s.l.m., 72 ab.)
- Volte Basse (223 m s.l.m., 432 ab.)[15]

### Altre località del territorio
Tra le località minori sparse nel territorio comunale di Sovicille si ricordano principalmente alcuni piccoli borghi e villaggi, sorti in epoca medievale e un tempo centri amministrativi, che oggi sono scarsamente popolati e considerati semplici località abitate.
Di seguito è riportato l'elenco delle località di Sovicille secondo lo statuto comunale:
- Ampugnano (227 m s.l.m., 164 ab.)
- Arnano (308 m s.l.m., 13 ab.)
- Barontoli (230 m s.l.m.)
- Brucciano (237 m s.l.m., 127 ab.)
- Caggio di Mezzo (250 m s.l.m., 45 ab.)
- Caldana (237 m s.l.m., 58 ab.)
- Carpineto (250 m s.l.m., 328 ab.)
- Castello (237 m s.l.m., 144 ab.)
- Celsa (500 m s.l.m.)
- Cerreto Selva (215 m s.l.m.)
- Costa (360 m s.l.m.)
- Cuove (265 m s.l.m.)
- Malignano (210 m s.l.m., 11 ab.)
- Palazzaccio (230 m s.l.m.)
- Palazzavelli (257 m s.l.m., 42 ab.)
- Pian dei Mori (204 m s.l.m.)
- Piscialembita (276 m s.l.m., 28 ab.)
- Poggio (270 m s.l.m.)
- Poggio Salvi (230 m s.l.m., 49 ab.)
- Ponte allo Spino (207 m s.l.m., 22 ab.)
- Recenza (300 m s.l.m.)
- San Giusto a Balli (221 m s.l.m., 32 ab.)
- San Salvatore a Pilli (256 m s.l.m., 56 ab.)
- Segalaie (196 m s.l.m.)
- Simignano (418 m s.l.m., 30 ab.)
- Stigliano (250 m s.l.m., 57 ab.)
- Solatio di Sotto (250 m s.l.m., 20 ab.)
- Toiano (229 m s.l.m., 39 ab.)
- Tonni (426 m s.l.m., 29 ab.)
- Valacchio (229 m s.l.m., 6 ab.)
- Valli (225 m s.l.m.)

Altre località minori sono quelle di La Cetina (589 m s.l.m., 19 ab.), Casalta-Belvedere (282 m s.l.m., 23 ab.), Palazzo a Merse (184 m s.l.m., 16 ab.) e San Rocco-Lischeto (243 m s.l.m., 15 ab.).

## Amministrazione
Di seguito è presentata una tabella relativa alle amministrazioni che si sono succedute in questo comune.
| Periodo        | Periodo        | Primo cittadino    | Partito                                                        | Carica  | Note   |
| -------------- | -------------- | ------------------ | -------------------------------------------------------------- | ------- | ------ |
| 22 giugno 1985 | 16 giugno 1990 | Sauro Francioni    | Partito Comunista Italiano                                     | Sindaco | [ 16 ] |
|                | 24 aprile 1995 | Sauro Francioni    | Partito Democratico della Sinistra, Partito Comunista Italiano | Sindaco |        |
|                | 14 giugno 1999 | Fabio Valacchi     | lista civica                                                   | Sindaco |        |
|                | 14 giugno 2004 | Fabio Valacchi     | lista civica                                                   | Sindaco |        |
|                | 8 giugno 2009  | Alessandro Masi    | centro-sinistra                                                | Sindaco |        |
|                | 26 maggio 2014 | Alessandro Masi    | centro-sinistra                                                | Sindaco |        |
|                | 27 maggio 2019 | Giuseppe Gugliotti | PSI, PD, SEL                                                   | Sindaco |        |
| 27 maggio 2019 | in carica      | Giuseppe Gugliotti | centro-sinistra: Sovicille bene comune                         | Sindaco | [ 17 ] |

### Gemellaggi
- Veitsbronn

## Sport

### Calcio
- Policras Sovicille A.S.D. Dalla stagione 2019-2020 è attiva solo a livello giovanile, mentre nel precedente campionato militava in Terza Categoria.